# Valerij Gazzajev
Valerij Georgijevitj Gazzajev (ryska: Вале́рий Гео́ргиевич Газза́ев, ossetiska: Гæззаты Георгийы фырт Валери, Gæzzaty Georgijy fyrt Valeri), född 7 augusti 1954 i Ordzjonikidze (nuvarande Vladikavkaz), Ryska SFSR, Sovjetunionen, är en sovjetisk före detta fotbollsspelare som tog OS-brons i fotbollsturneringen vid de olympiska sommarspelen 1980 i Moskva.